# Rhabdocarpais
Rhabdocarpais es un género de ácaros perteneciente a la familia Parasitidae.

## Especies
- Rhabdocarpais bicuspidatus Athias-Henriot, 1981
- Rhabdocarpais consanguineus (Oudemans & Voigts, 1904)
- Rhabdocarpais cunicularis (Womersley, 1956)
- Rhabdocarpais mammilatus (Berlese, 1904)
- Rhabdocarpais mycophilus (Karg, 1965)
- Rhabdocarpais oxymastax Athias-Henriot, 1981
- Rhabdocarpais parvus Athias-Henriot, 1981
- Rhabdocarpais spinatus Athias-Henriot, 1981